# Třebihošť
Obec Třebihošť se nachází v okrese Trutnov, kraj Královéhradecký. Žije zde 460 obyvatel.
Třebihošť se rozkládá na jižním svahu Zvičiny, to znamená, že se nachází v Podkrkonoší. Je vzdálena asi 10 kilometrů od Dvora Králové nad Labem. Má příznivou polohu pro cyklistiku a výlety do okolí (např. ZOO, Lázně Bělohrad, hrad Pecka…).

## Historie
První písemná zmínka o obci pochází z roku 1238. V roce 1810 se zde narodil kronikář Josef Petera, vystudoval s K. J. Erbenem hradecké gymnázium a pak filosofii. Rodinné poměry ho donutily, aby studia zanechal a vrátil se domů hospodařit. Sem také za ním přišel v roce 1833 na závěr své krkonošské pouti K. H. Mácha, jeho přítel z univerzity.[zdroj⁠?!] Ze Třebihoště pocházeli také dva významní váleční letci.[kdo?]

## Pamětihodnosti
- Kaple Nanebevzetí Panny Marie
- Pomník obětem první a druhé světové války
- Pomník obětem první světové války
- Hrob rudoarmějce

## Části obce
- Třebihošť (k. ú. Třebihošť a Zvičina)
- Dolní Dehtov (k. ú. Horní Dehtov)
- Horní Dehtov (k. ú. Horní Dehtov)

V letech 1850–1884 k obci patřil i Úhlejov.